# فریتس هوفمان
فریتس هوفمان (آلمانی: Fritz Hofmann؛ ۲ نوامبر ۱۸۶۶ – ۲۲ اکتبر ۱۹۵۶) یک شیمی‌دان اهل آلمان بود.